# Сражение при Пьяченце (1746)
Сражение при Пьяченце (нем. Schlacht bei Piacenza) произошло 16 июня 1746 года во время Войны за австрийское наследство. Австрийская армия под командованием фельдмаршала принца Йозефа Венцеля фон Лихтенштейна нанесла поражение франко-испанским войсками на реке По близ Пьяченцы в Италии.
После того, как Австрия закончила в 1745 году Дрезденским миром Вторую Силезскую войну с королем Пруссии Фридрихом II, она усилила свои войска в Италии. В апреле Парма, Реджио и Гвасталла были заняты австрийцами. 
Чтобы укрепить свои разбросанные силы, испанцы попросили маршала де Мальбуа направить свою французскую армию на восток, чтобы они могли объединиться. Под давлением короля Людовика XV Мальбуа приказал своим войскам идти к Пьяченце. 15 июня испанская и французская армии встретились. Объединенная франко-испанская армия стала насчитывать в общей сложности 40 000 человек, но у австрийской армии было больше солдат.
Так как с запада подходила союзная Габсбургам сардинская армия численностью 10 000 человек, то это давало австрийцам заметное численное преимущество, поэтому французский маршал умолял Филиппа Бурбон-Пармског немедленно атаковать австрийцев.
К несчастью для французов, Максимилиан Броун (номинально командующим был фон Лихтенштейн, но он был болен) с самого начала понял план Мальбуа. Утром 15 июня австрийцы стали располагать свои войска севернее Пьяченцы.  Командующий правым флангом Ботта д’Адорно накануне вечером привел свои войска в боевую готовность, а Броун придвинул свой левый фланг под командованием генерала Надашти за канал Рифиуто, чтобы заблокировать продвижение французов. Австрийцы теперь только и ждали франко-испанского наступления. Местность, на которой им предстояло сражаться, была пересечена большим количеством канав и каналов.
Утром 16 июня австрийская артиллерия открыла огонь по лагерю Бурбонов. В то же время франко-испанская армия начала наступление на австрийские рубежи. 
План маршала де Мальбуа зашел в тупик всего через несколько минут после начала наступления. Вместо того, чтобы идти прямо на австрийский тыл, маршал был обескуражен, увидев, что войска Броуна выстроились перед ним за каналом. Кроме того, французы оказались не в том месте. Узкая долина, в которую они вошли, заканчивалась дефиле, и как только они вышли, австрийцы атаковали их. Маршал попытался ввести в бой больше войск, но его солдаты не могли приблизиться к австрийцам из-за интенсивности их огня. Наконец Броун двинулся в контратаку через канал, и наступление французов было остановлено. Многие французы были уничтожены в узком дефиле.
На другом фланге испанцам графа де Гажа удалось продвинуться до австрийской линии, и его войска стали медленно теснить противника. Однако графу Барнклау удалось ввести в бой австрийскую кавалерию, и испанская линия в конечном итоге рухнула её под давлением. Испанцы бежали обратно в Пьяченцу, преследуемые австрийцами. 
К двум часам дня битва битва закончилась, как и франко-испанские надежды в Италии. После сражения, 27 июня, армии Бурбонов эвакуировали Пьяченцу, а за ними на запад, в Генуэзскую республику, двинулась австро-пьемонтская армия. В итоге австрийцам постепенно удалось заставить французов и испанцев отступить из северной Италии. Этой кампанией закончилась война в Италии. Однако завоеванное Пармское герцогство было возвращено Марией Терезией в обмен на оккупированные французами Австрийские Нидерланды.